# Zeitkratzer
Zeitkratzer est un ensemble allemand de musique contemporaine fondé en 1997 et basé à Berlin. Il est dirigé par le pianiste et compositeur Reinhold Friedl. Influencé par la nouvelle musique, Zeitkratzer interprète des pièces écrites aux XXe et XXIe siècles, pratique l'improvisation mais aussi des genres musicaux aussi différents que la musique bruitiste, la pop ou la musique folklorique.
L'ensemble Zeitkratzer se produit dans la plupart des pays européens.

## Musiciens
- Reinhold Friedl, piano et direction artistique
- Frank Gratkowski (de), anches
- Hild Sofie Tafjord, cor d'harmonie
- Hilary Jeffery, trombone
- Maurice de Martin (de), percussions
- Burkhard Schlothauer, violon
- Ulrich Phillipp (de), contrebasse
- Martin Wurmnest, ingénieur du son
- Andreas Harder, lumière

Anciens membres
- Luca Venitucci (de), accordéon, piano préparé
- Alexander Frangenheim (de), contrebasse
- Melvyn Poore (de), tuba
- Hayden Chisholm (de), anches
- Franz Hautzinger (de), trompette

## Répertoire et collaborations
Zeitkratzer interprète notamment des pièces de :
- John Cage
- Deicide
- John Duncan
- Dror Feiler (nl)
- Bernhard Günter (it)
- Helmut Lachenmann
- Alvin Lucier
- Carsten Nicolai
- Lou Reed
- Kunsu Shim (de)
- Karlheinz Stockhausen
- James Tenney
- Terre Thaemlitz
- Throbbing Gristle
- Whitehouse
- Iannis Xenakis
- LaMonte Young

La formation a par ailleurs collaboré avec :
- Keiji Haino
- Ray Kaczynski
- Jim O’Rourke
- Merzbow
- Christian Lillinger
- Terje Rypdal
- Palle Mikkelborg

## Discographie
- SoundinX, 2000
- Xtensions, 2000
- Sonx, 2000
- Schönberg Pierrot Lunaire Cheap Imitation, 2005
- Lou Reed/Zeitkratzer Metal Machine Music, 2007
- Folksongs, 2007
- Xenakis [A]Live!, 2007
- Electronics, 2008
- Whitehouse Electronics, 2008
- Old School: John Cage, 2010
- Old School: James Tenney 2010
- Old School: Alvin Lucier, 2010
- Old School: Karlheinz Stockhausen, 2011
- Plays Polish Radio Experimental Studio, 2011
- Neue Volksmusik, 2012